# Steinigtwolmsdorf
Steinigtwolmsdorf település Németországban, azon belül Szászország tartományban. Lakosainak száma 2717 fő (2023. december 31.). Steinigtwolmsdorf Lobendava és Lipová községekkel határos.

## Népesség
A település népességének változása:
| Lakosok száma | 2905 | 2846 | 2791 | 2748 | 2717 |
|               | 2017 | 2019 | 2021 | 2022 | 2023 |